# 普莱森特格罗夫 (阿拉巴马州)
普莱森特格罗夫（英語：Pleasant Grove）是美国阿拉巴马州下属的一座城市。面积约为9.89平方英里（约合25.62平方公里）。根据2010年美国人口普查，该市有人口10,110人，人口密度为1,021.93/平方英里（约合394.61/平方公里）。